# Campylomyza falcifera
Campylomyza falcifera är en tvåvingeart som beskrevs av Jaschhof 2009. Campylomyza falcifera ingår i släktet Campylomyza, och familjen gallmyggor. Arten är reproducerande i Sverige.